# Gallusz Nikolett
Gallusz Nikolett (Budapest, 1974. szeptember 11. –) magyar színésznő, énekesnő, mentálhigiénés szakember és televíziós személyiség. A Club 54 együttes tagja.

## Élete
Édesapja, Gallusz György klasszikus zongoraművész volt. Az általános iskolát Magyarországon, középiskoláit Japánban és Ausztráliában végezte. 2001-ben végzett a Színház-és Filmművészeti Főiskolán. 2003-ban alakult meg a Club 54 együttes, amelynek tagja lett. A Madách Színház tagja. Szerepelt a Media Markt reklámsorozatában, melynek híres szlogene: Mert hülye azért nem vagyok, amely azóta szállóigévé vált a magyar köztudatban. 2012-ben részt vett az Eurovíziós Dalfesztivál magyarországi előválogatójában, ahol a Vizy Mártonnal közösen előadott Európa, egy a szívünk című dala az elődöntőből nem jutott tovább. 2020-ban megnyerte az Álarcos énekes című zenés show-műsort a Nyuszi jelmezben.
Egy ideig Kapusi András menyasszonya volt. 2011-től 12 éven át a korábban lemezlovasként, majd fotográfusként dolgozó Bártfai Laurával élt párkapcsolatban.

## Színházi szerepei
- Lev Tolsztoj: Anna Karenina... Betsy
- Best of Webber (közreműködő)
- John Kander - Fred Ebb - Bob Fosse: Chicago... Roxie Hart
- Bram Stoker: Drakula... Lucy
- Agatha Christie: Az egérfogó... Miss Casewell
- Agatha Christie: A vád tanúja... Christine Wohl
- Gerome Ragni - James Rado: Hair
- Molnár Ferenc: Az ibolya... Széll kisasszony
- Ifjabb Nagy Zoltán emlékest
- Tim Rice - Andrew Lloyd Webber: József és a színes szélesvásznú álomkabát... Mesélő
- Thomas Stearns Eliot: Macskák... Lengelingéla / Bombalurina / Grizabella
- Macskák keresztmetszet
- Mi vagyunk a musical!
- Ray Cooney - Michael Cooney: Minden lében három kanál
- Andrew Lloyd Webber: Az Operaház fantomja... Kórus tagja
- Mel Brooks - Thomas Meehan: Producerek... Ulla
- Jonathan Larson: Rent... Mimi Marquez
- Ben Elton: Volt egyszer egy csapat... Christine
- Leonard Bernstein: West Side Story
- Vizy Márton – Tóth Dávid Ágoston: Én, József Attila... Kozmutza Flóra
- Catherine Johnson - Judy Craymer: MAMMA MIA!...Donna Sheridan
- Disney-Cameron Mackintosh: Mary Poppins ...Winifred Banks
- Tim Rice-A. L. Webber: Jézus Krisztus Szupersztár ...Mária Magdolna
- Derzsi-Meskóː A tizenötödik ...Anya, Török Sophie és a Fekete angyalok
- Webber-Fellowes-Slaterː Rocksuli ...Rosalie Mullins
- Hall-Johnː Billy Elliot
- Pierre Barillet - Jean-Pierre Grédy: A kaktusz virága ...Stephanie

## Filmográfia

### Film
| Év   | Cím                        | Szerep                   | Megjegyzés                      |
| ---- | -------------------------- | ------------------------ | ------------------------------- |
| 1997 | Alta mira                  |                          | mint Gallus Nikolett; Rövidfilm |
| 1998 | Up!: Day                   | Orosz katona             | Rövid videó                     |
| 2003 | Szent Iván napja           | Vera                     |                                 |
| 2004 | Magyar vándor              | Háremhölgy               |                                 |
| 2004 | Argo                       | Gyorsétteremi lány       |                                 |
| 2004 | Állítsátok meg Terézanyut! | Menedzser                |                                 |
| 2007 | Noé bárkája                | A Cha-cha-cha bár mixere |                                 |
| 2010 | Szinglik éjszakája         | Zsófi                    |                                 |

### Televízió

#### Film és sorozat
| Év   | Cím                | Szerep          | Megjegyzés                                |
| ---- | ------------------ | --------------- | ----------------------------------------- |
| 1996 | Raszputyin         | 5. hölgy        | Televíziós film                           |
| 2002 | Pasik!             | Kitty           | Vendég; Epizód: Ikrek                     |
| 2002 | Rendőrsztori       | Nikolett        | Vendég; Epizód: Becsületgól               |
| 2003 | Szeret, nem szeret | Barátnő         | Epizód: Dani új csajaival 1.; Minisorozat |
| 2004 | Gáspár             | Kriszta         | Televíziós film                           |
| 2006 | Bródy 60           | Önmaga          | Koncertfilm                               |
| 2021 | Jóban Rosszban     | Olga Bondarenko | 10 epizód                                 |

#### Műsor
| Év              | Cím                           | Szerepkör          | Csatorna      | Megjegyzés                                                        |
| --------------- | ----------------------------- | ------------------ | ------------- | ----------------------------------------------------------------- |
| 2004            | Barbara-Dumáljuk meg!         | szereplő           | TV2           | Vendég; Epizód: 56. rész                                          |
| 2005            | A Rettegés foka VIP           | játékos            | RTL Klub      |                                                                   |
| 2006            | Esti showder                  | szereplő           | RTL Klub      | Vendég; Epizód: 2006. június 16                                   |
| 2007            | Heti Hetes                    | szereplő           | RTL Klub      | Vendég; Epizód: 8. évad 37. rész                                  |
| 2008            | Vacsoracsata                  | versenyző          | RTL Klub      | 5 epizód                                                          |
| 2008–napjainkig | Mokka                         | szereplő           | TV2           | Vendég; 8 epizód                                                  |
| 2009–napjainkig | Reggeli                       | szereplő           | RTL Klub      | Vendég; 8 epizód                                                  |
| 2009–2014       | Aktív                         | szereplő           | TV2           | Vendég; 6 epizód                                                  |
| 2010            | Őszintén Szily Nórával        | szereplő           | Reflektor TV  | Vendég; 1 epizód                                                  |
| 2010            | Csináljuk a fesztivált        | szereplő           | M1            | Zenei vendég                                                      |
| 2012–2015       | Magyarország, szeretlek!      | játékos/szereplő   | M1/Duna       | Vendég (2012); Zenei Vendég (2015); 2 epizód                      |
| 2012            | A Dal                         | versenyző          | M1            | 2 epizód                                                          |
| 2012–napjainkig | Fókusz                        | szereplő           | RTL Klub      | 5 epizód                                                          |
| 2013–2015       | Hal a tortán                  | versenyző          | TV2           |                                                                   |
| 2014            | 8:08 - Minden reggel          | szereplő           | RTL Klub      | Vendég; 2 epizód                                                  |
| 2015            | Édes2es                       | szereplő           | FIXTV HUNGARY | Vendég; Epizód: Gallusz Nikolett                                  |
| 2015–2019       | FEM3 Café                     | szereplő           | FEM3          | 20 epizód; Vendég; Zenei vendég                                   |
| 2018            | Levesben a só                 | szereplő           | CENTRUM TV    | Vendég; Epizód: Beszélgetés Gallusz Nikolettel a mentálhigiénéről |
| 2020            | Álarcos énekes                | versenyző (Nyuszi) | RTL Klub      | 7 epizód                                                          |
| 2020            | NőComment! - Szilveszter 2020 | szereplő           | RTL II        | Zenei vendég                                                      |
| 2021            | Ébredj velünk                 | szereplő           | LifeTV        | Vendég; Epizód: 2021-02-12                                        |
| 2021            | Bréking                       | szereplő           | LifeTV        | Vendég; 5 epizód                                                  |
| 2021            | Életünk története             | szereplő           | RTL Klub      | Vendég; Epizód: 1. évad 5. rész                                   |